# Tomáš Satoranský
Tomáš Satoranský (* 30. října 1991 Praha, Československo) je český basketbalista hrající za tým FC Barcelona Regal ve Španělsku. Měří 201 cm a váží 95 kg. Hraje na postu rozehrávače, je dvojnásobným vítězem Mattoni NBL All-Star Game ve smečování. Jeho silnými stránkami jsou přehled ve hře vyjádřený kvalitními přihrávkami, solidní střelba z různých pozic a schopnost získat míč. V severoamerické NBA nasbíral přes 1600 bodů.
V roce 2012 byl jako celkově 32. draftován týmem Washington Wizards a stal se tak čtvrtým Čechem v NBA v historii po Jiřím Zídkovi, Jiřím Welschovi a Janu Veselém. V roce 2019 se stal nejlépe placeným českým sportovcem, když s klubem Chicago Bulls podepsal tříletou smlouvu. Ta mu zaručila průměrný roční příjem 10 milionů dolarů (224 milionů korun).
Na zahajovacím ceremoniálu LOH 2020 v Tokiu byl s Petrou Kvitovou vlajkonošem české výpravy.
V srpnu 2021 byl společně s Garrettem Templem z Chicaga Bulls vyměněn za Lonza Balla do New Orleans Pelicans.
V roce 2017 se oženil s Annou Maurerovou. V roce 2019 se do manželství narodila dcera Sofia Gia Satoranská a roku 2021 syn Samuel Rafael.
Tomášův dědeček je bratrancem herce Jaroslava Satoranského. Tomáš Satoranský je zetěm Pavla Maurera, novináře a znalce gastronomie.

## Evropa
Od roku 2007 do roku 2009 hrál Satoranský v USK Praha. V roce 2009 se připojil k týmu CB Sevilla z Ligy ACB ve Španělsku, kde odehrál dalších 5 sezón. V červenci 2014 podepsal dvouletou smlouvu s klubem FC Barcelona Lassa a poté odešel do nejvyšší basketbalové ligy NBA.
V roce 2022 podepsal smlouvu s FC Barcelona (basketbal), kde působí společně se svým spoluhráčem z národního týmu Janem Veselým.

## NBA
Ve své první sezóně v NBA (2016/17) za Washington Wizards odehrál průměrně za zápas 12,6 minut a nasbíral v průměru 2,7 bodů, 1,5 doskoku a 1,6 finálních přihrávek (asistencí). Ve druhé (2017/2018) to bylo 22,5 minut, 7,2 bodu, 3,2 doskoku a 3,9 asistencí. V sezóně 2018/2019 si vylepšil statistiky ve většině ukazatelů. Odehrál celkem 80 zápasů s průměrem 27,1 minuty na zápas. Dosáhl při tom průměr 8,9 bodu, 3,5 doskoku a 5 asistencí na zápas. Úspěšnost trestných hodů (FT%) v první sezóně činila 69,7 %, v sezóně 2018/19 to bylo již 81,9 %.
6. července 2019 mu byl nabídnut kontrakt s týmem Chicago Bulls, který přijal a působí v něm i nadále. 7. listopadu 2019 zaznamenal osobní rekord 27 bodů, kterými přispěl k vítězství 113–93 nad Atlanta Hawks a stal se nejlepším střelcem zápasu. Při vítězném zápasu 3. ledna 2019 proti Atlantě zaznamenal double-double, 14 bodů a 11 doskoků. V utkání proti Milwaukee Bucks hraném 11. ledna 2019, které skončilo vítězstvím 113–106, zaznamenal historicky první český triple-double za 18 bodů, 12 doskoků a 10 asistencí.

## Národní tým
V září roku 2019 dovedl český národní tým k historickému šestému místu na FIBA World Cup. Na tomto turnaji průměrné odehrál 33,2 minut a nasbíral v průměru 15,5 bodů, 5,6 doskoků a 8,5 asistencí. Fanoušky byl zvolen nejužitečnějším hráčem turnaje (MVP).

## Kariéra
- 2006–2009 USK Praha
- 2009–2014 CB Sevilla (Liga Asociación de Clubs de Baloncesto), Španělsko
- 2014–2016 FC Barcelona
- 2016–2019 Washington Wizards
- 2019–2021 Chicago Bulls
- 2021–2022 New Orleans Pelicans
- 2022 San Antonio Spurs
- 2022 Washington Wizards[8]
- 2022–současnost FC Barcelona